# Кировский (Калмыкия)
Кировский — посёлок в Сарпинском районе Калмыкии, административный центр Кировского сельского муниципального образования.
Население — 626 человек (2010).

## Физико-географическая характеристика
Посёлок расположен в пределах Ергенинской возвышенности, являющейся частью Восточно-Европейской равнины, по обеим сторонам балки Русская Аршан, относящейся к бассейну реки Аршань-Зельмень, на высоте 51 м над уровнем моря. В пределах посёлка в балке Русская Аршан имеется пруд. В 5 км к юго-востоку от посёлка расположено водохранилище Аршань-Зельмень.
По автомобильной дороге расстояние до столицы Калмыкии города Элиста составляет 160 км, до районного центра села Садовое — 17 км. К посёлку имеется асфальтированный подъезд от федеральной автодороги Волгоград — Элиста (3,8 км).
Согласно классификации климатов Кёппена-Гейгера посёлок находится в зоне континентального климата с относительно холодной зимой и жарким летом (индекс Dfa). Среднегодовая норма осадков — 340 мм, наибольшее количество осадков выпадает в июне — 37 мм, наименьшее в марте и октябре — по 21 мм. В окрестностях посёлка распространены светлокаштановые почвы в комплексе с солонцами.

## История
Образован в результате слияния хуторов Жарков и Кочубеев. Оба хутора отмечены на топографической карте Астраханской губернии 1909 года. 
Летом 1942 года хутор, как и другие населённые пункты улуса, был оккупирован немецко-фашистскими захватчиками. Освобождён к концу 1942 года. 28 декабря 1943 года калмыцкое население было депортировано, а Калмыцкая АССР ликвидирована. Аршанский сельсовет был передан в состав Сталинградской области, и переименован в Кировский сельсовет.
В 1957 году населённый пункт возвращён Калмыкии.
В 1961 году указом Президиума Верховного Совета РСФСР поселок Жарков переименован в Кировский.

## Население
| 2002 | 2010 |
| ---- | ---- |
| 536  | ↗626 |

Национальный состав
Согласно результатам переписи 2002 года большинство населения посёлка составляли русские (64 %) и калмыки (31 %)

## Социальная инфраструктура
В посёлке действует социально-культурный центр (дом культуры и библиотека). Среднее образование жители посёлка получают Кировской средней общеобразовательной школе. Медицинское обслуживание обеспечивают врачебная амбулатория и расположенная в селе Садовом Сарпинская центральная районная больница.
Посёлок электрифицирован и газифицирован.

## Достопримечательности
В Кировском сохранилась последняя на территории Калмыкии ветряная мельница.
Уничтожена в 2021 году.